# Stachlige Herzmuschel
Die Stachlige Herzmuschel (Acanthocardia echinata) ist eine Muschelart aus der Ordnung der Cardiida.

## Merkmale
Das gleichklappige, nur leicht ungleichseitige, aufgeblähte Gehäuse ist ausgewachsen bis 75 mm hoch. Das Gehäuse ist im Umriss breit-eiförmig, etwas länger als hoch. Der vordere Dorsalrand tritt deutlich hervor, der hintere Dorsalrand ist vor allem bei großen Exemplaren fast gerade. Der Wirbel liegt nur wenig vor der Mitte der Gehäuselänge.
Die Oberfläche ist stark skulptiert, die Skulptur besteht aus 18 bis 22 kräftigen radialen Rippen. Jede Rippe trägt eine Reihe von kurzen Dornen, die von der Mittellinie der Rippen ausgehen. Nahe dem Wirbel sind die Dornen dreieckig, stehen eng zusammen und verleihen den Rippen ein gezähneltes Aussehen. Weiter zum Gehäuserand stehen sie meist weiter voneinander entfernt und einzeln. Im vorderen und mittleren Teil des Gehäuses sind die Dornen konisch, die Spitzen sind nach hinten gebogen. Im hinteren Teil des Gehäuses sind sie mehr dreieckig. Sie kreuzen sich mit kräftigen, konzentrischen, runzligen Anwachslinien, die in den Rippenzwischenräumen am kräftigsten ausgebildet sind. Der Gehäuserand ist stark gezähnelt, die Zähnelung stimmt mit den Rippen und den Zwischenräumen überein.
Das externe Ligament, ein erhabenes, deutliches Band, sitzt auf einer deutlichen Nymphe. In der rechten Klappe sind zwei Kardinalzähne vorhanden, von denen der hintere geringfügig größer ist als der vordere. Außerdem sind zwei vordere und ein hinterer Lateralzahn vorhanden. Die linke Klappe weist ebenfalls zwei Kardinalzähne auf sowie je einen vorderen und einen hinteren Lateralzahn. Die Mantellinie ist nicht eingebuchtet. Das Periostracum ist dünn, die Farbe reicht von weißlich, strohgelb bis braun, oft in abwechselnden konzentrischen Bändern. Die Schale ist sehr fest.

Acanthocardia echinata Rechte Klappe
Acanthocardia echinata Linke Klappe
Acanthocardia echinata duregni Rechte Klappe
Acanthocardia echinata duregni Linke Klappe
Acanthocardia echinata mucronata Rechte Klappe
Acanthocardia echinata mucronata Linke Klappe

## Geographische Verbreitung und Lebensraum
Das Verbreitungsgebiet der Art reicht von Island und Norwegen bis zur Iberischen Halbinsel und ins Mittelmeer. In der Ostsee wird sie bis ins Kattegat und die Kieler Bucht gefunden.
Die Tiere graben in sandigen, siltigen und tonigen kiesigen Sedimenten. Sie filtrieren und ernähren sich von Phytoplankton. Sie kommen vom flachen Subtidal bis in etwa 200 Meter Wassertiefe vor.

## Taxonomie
Die Art wurde bereits von Carl von Linné 1758 beschrieben. Sie wird heute zur Gattung Acanthocardia J. E. Gray, 1853 gestellt.

## Belege

### Online
- Marine Bivalve Shells of the British Isles: Acanthocardia echinata (Linnaeus, 1758) (Website des National Museum Wales, Department of Natural Sciences, Cardiff)